# ブルッティア・クリスピナ
ブルッティア・クリスピナ（ラテン語: Bruttia Crispina、164年 - 191年）は、第17代ローマ皇帝ルキウス・アウレリウス・コンモドゥス・アントニヌスの皇妃。

## 生涯
執政官を2度務めた有力貴族ガイウス・ブルッティウス・プラエセヌス (Gaius Bruttius Praesenus) の娘として生まれる。祖父ガイウス・ブルッティウス・プラエセヌス (Caius Bruttius Praesenus) は元老院議員で、祖母ラベリア・ホスティリア・クリスピナ (Laberia Hostilia Crispina) も裕福な騎士階級の出身者という、ローマ屈指の名家の生まれだった。実兄のルキウス・ブルッティウス・クィントゥス・クリスピヌス (Lucius Bruttius Quintius Crispinus) も後に執政官を務めている。ブルッティウス一族は南イタリアのルカーニア地方を故郷としていたという。
178年7月頃にクリスピナは皇太子であったコンモドゥスと結婚、2人の挙式は慎ましく控えめな形で行われた。当時の上流階級の常として政略結婚であり、ネルウァ＝アントニヌス朝と深い繋がりを持っていたブルッティウス家から子女を迎える事を望んでいたアウレリウス帝の一存によるところだった。そのために両者の気性は考慮されず、特にコンモドゥスは美しさを鼻にかける傲慢なクリスピナを嫌っていたという。コンモドゥスが父の跡を継いで皇帝に即位したことで、クリスピナは皇妃の称号を与えられた。
182年、クリスピナはコンモドゥスの子を身篭るが、その直後に姉ルキッラによる暗殺未遂で人間不信に陥っていたコンモドゥスにより「反乱の疑いあり」としてカプリ島へ流刑され、191年に亡くなった。しかし別の書物は彼女は187年まで生きたとされている。